# Opération Turquoise (téléfilm)
Opération Turquoise est un téléfilm français réalisé par Alain Tasma, sur l'Opération Turquoise. Il traite du rôle de la France dans cette opération menée au Rwanda, en juin-août 1994, au moment du génocide des Tutsis.

## Synopsis
Le film retrace les quinze premiers jours de l'opération turquoise qui a duré deux mois du 22 juin 1994 au 21 août 1994. Les 150 militaires des forces spéciales françaises découvrent alors la folie haineuse qui règne au Rwanda. Missionnés par l'ONU, ils doivent rester neutres, mais pour eux que peut signifier « neutre » en plein génocide, d'autant plus que certains d'entre eux retrouvent comme meneurs du génocide certains militaires hutus des Forces armées rwandaises, qu'ils avaient formés lorsqu'ils étaient venus auparavant en tant qu'instructeurs militaires ?

## Fiche technique
- Réalisateur : Alain Tasma
- Scénario : Gilles Taurand et Alain Tasma
- Date de sortie : le 19 novembre 2007 sur Canal+
- Durée : 115 minutes.

## Distribution
- Bruno Todeschini : le lieutenant-colonel Rambert
- Aurélien Recoing : le capitaine de frégate Cormery
- Frédéric Pierrot : Christophe Gosselin
- Marc Ruchmann : le quartier-maître chef Morvan
- Marilyne Canto : Laure Nadal
- Grégory Fitoussi : l'adjudant Philippart
- Jean-Pierre Martins : le maître principal Augery
- Thierry Godard : le lieutenant-colonel Harrèche
- Sam Karmann : le colonel
- François Loriquet : médecin de la Croix-Rouge
- Louis-Do de Lencquesaing : le rédacteur en chef